# Stazione di Funo Centergross
Stazione di Funo Centergross vasútállomás Olaszországban, Argelato település Funo frazionéjában.

## Vasútvonalak
Az állomást az alábbi vasútvonalak érintik:
- Padova–Bologna-vasútvonal

## Kapcsolódó állomások
A vasútállomáshoz az alábbi állomások vannak a legközelebb:
- Stazione di Castelmaggiore
- Stazione di San Giorgio di Piano